# Meinhardt Raabe

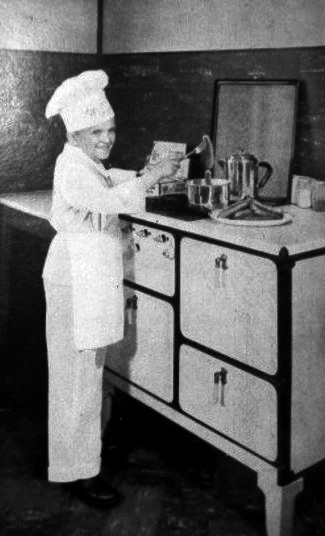
Meinhardt Raabe als Little Oscar

Meinhardt Raabe (* 2. September 1915 in Watertown, Wisconsin; † 9. April 2010 in Orange Park, Florida) war ein kleinwüchsiger US-amerikanischer Schauspieler.

## Jugend und Auftritt imZauberer von Oz
Meinhardt Raabe wurde in eine deutschstämmige Familie in Watertown, Wisconsin geboren, wo er auch die meiste Zeit seines Lebens wohnte. Er war kleinwüchsig und wurde in seinem Leben nur 1,07 m groß. 1937 machte er seinen Abschluss an der University of Wisconsin–Madison, fand jedoch zunächst keine Anstellung, bis man ihm im Fleischkonzern Oscar Mayer als Verkäufer anstellte. Bekannt wurde er durch seine Rolle als Munchkin-Coroner im Klassiker Der Zauberer von Oz, der Verfilmung von Lyman Frank Baums Kinderbuch. Die Munchkins sind im Film ein kleinwüchsiges Volk in Oz, das durch 124 kleinwüchsige Schauspieler gespielt wurde. Er sprach folgende Zeilen, mit denen er den Tod der bösen Hexe des Ostens bestätigt:
As coroner, I must aver

I thoroughly examined her

And she's not only merely dead

She's really, most sincerely dead!
Im Gegensatz zu vielen anderen Zwergendarstellern musste er in der Originalfassung nicht synchronisiert werden. Für diesen Auftritt wurde Raabe zwar nicht im Abspann erwähnt, dennoch verschaffte die Popularität des Filmes auch Raabe langfristig eine gewisse Bekanntheit. Zusätzlich setzte man ihn bei Oscar Mayer als Werbefigur „Little Oscar“ ein, die er über mehrere Jahrzehnte verkörperte. In diesem Zusammenhang reiste er auch im Wienermobile.

## Weiteres Leben
Er trat während des Zweiten Weltkriegs der Civil Air Patrol bei. 1946 heiratete er seine Frau Margaret Marie Raabe, mit der er über 50 Jahre bis zu ihrem Tod zusammenblieb. Im fortgeschrittenen Alter zog er in die Penney Retirement Community in Penney Farms, Florida um. Seine Frau starb dort 1997 bei einem Autounfall, bei dem Raabe verletzt wurde.
Als einer der letzten lebenden Munchkindarsteller war er ein begehrter Interviewpartner. Er trat zum Beispiel im Oktober 2005 in einer Episode von Entertainment Tonight mit acht anderen Munchkin-Darstellern auf und hatte im selben Jahr einen Gastauftritt in der The Jimmy Kimmel Show. 2007 nahm er an der Enthüllung einer Plakette für die Munchkin-Darsteller am Hollywood Walk of Fame teil. 2008 wurde er mit dem L. Frank Baum Memorial Award des International Wizard of Oz Club ausgezeichnet. Raabe veröffentlichte außerdem eine Autobiographie, Memories of a Munchkin: An Illustrated Walk Down the Yellow Brick Road (ISBN 0-8230-9193-7).
Meinhardt Raabe starb am 9. April 2010 im Alter von 94 Jahren an Herzinsuffizienz. Er war die letzte lebende Person aus dem Film mit Dialogtext, wenngleich Jerry Maren – der als Mitglied der Lollipop Guild Gesangstext hatte – erst 2018 verstarb.